# Klaus Bonsack
Klaus-Michael Bonsack (ur. 26 grudnia 1941 w Waltershausen, zm. 5 marca 2023 w Innsbrucku) – niemiecki saneczkarz, który reprezentował Niemiecką Republikę Demokratyczną, czterokrotny medalista olimpijski i wielokrotny medalista mistrzostw świata.

## Kariera
Pierwszy sukces w karierze osiągnął w 1963 roku, kiedy zdobył brązowy medal w jedynkach podczas mistrzostw świata w Imst. Uległ tam tylko dwóm reprezentantom Republiki Federalnej Niemiec: Fritzowi Nachmannowi i Hansowi Plenkowi. Rok później wystartował podczas IX Zimowych Igrzysk Olimpijskich w Innsbrucku, zdobywając srebrny medal w tej konkurencji. Tym razem lepszy okazał się jego rodak, Thomas Köhler. Podczas tej samej imprezy wystartował też w dwójkach, jednak jego osada nie ukończyła rywalizacji. Następnie zajął drugie miejsce w dwójkach podczas mistrzostw świata w Davos w 1965 roku. W parze z Thomasem Köhlerem ulegli tam tylko parze Michael Köhler/Wolfgang Scheidel. Podczas rozgrywanych w 1967 roku mistrzostwa świata w Hammarstrand wywalczył dwa medale, zwyciężając w jedynkach i zajmując drugie miejsce w dwójkach. Brał też udział w X Zimowych Igrzyskach Olimpijskich w Grenoble w 1968 roku, ponownie dwukrotnie stając na podium. Najpierw wywalczył brązowy medal indywidualnie, przegrywając tylko z Austriakiem Manfredem Schmidem i Thomasem Köhlerem. Parę dni później w parze z Thomasem Köhlerem zdobył złoty medal w dwójkach. W 1969 roku para Michael Köhler/Klaus Bonsack wywalczyła brązowy medal podczas mistrzostw świata w Königssee. Ostatni medal wywalczył podczas XI Zimowych Igrzysk Olimpijskich w Sapporo w 1972 roku, razem z Wolframem Fiedlerem zajmując trzecie miejsce w dwójkach. W rywalizacji jedynek Klaus Bonsack zajął czwarte miejsce, przegrywając walkę o podium z Wolframem Fiedlerem o 0,43 sekundy.
Podczas XI Zimowych Igrzysk Olimpijskich 1972 był chorążym reprezentacji Niemieckiej Republiki Demokratycznej.
Po zakończeniu kariery zawodnika był trenerem; prowadził między innymi reprezentację Austrii.
W 2004 roku znalazł się w pierwszej trójce zawodników, razem z Paulem Hildgartnerem oraz Margit Schumann, którzy trafili do Hali Sław Światowej Federacji Saneczkarstwa.